# Diocese de Kottapuram
A Diocese de Kottapuram (Latim:Dioecesis Kottapuramensis) é uma diocese localizada no município de Kodungallur, no estado de Querala, pertencente a Arquidiocese de Verapoly na Índia. Foi fundada em 3 de julho de 1987 pelo Papa João Paulo II. Com uma população católica de 97.694 habitantes, sendo 2,7% da população total, possui 58 paróquias com dados de 2020.

## História
Em 3 de julho de 1987 o Papa João Paulo II cria a Diocese de Kottapuram através do território da Arquidiocese de Verapoly.

## Lista de bispos
A seguir uma lista de bispos desde a criação da diocese em 1987.
|                          | Nome                     | Período   | Notas                         |
| Bispos                   | Bispos                   | Bispos    | Bispos                        |
| ------------------------ | ------------------------ | --------- | ----------------------------- |
| 3º                       | Ambrose Puthenveettil    | 2023-     | Atual                         |
| 2º                       | Joseph Karikkassery      | 2010-2023 | Bispo emérito                 |
| 1º                       | Francis Kallarakal       | 1987-2010 | Nomeado arcebispo de Verapoly |
| Administrador apostólico |                          |           |                               |
|                          | Alex Joseph Vadakumthala | 2023      | Bispo de Kannur               |